# Tiabdou
Tiabdou är en ort i Burkina Faso.   Den ligger i regionen Est, i den centrala delen av landet, 160 km öster om huvudstaden Ouagadougou. Tiabdou ligger 281 meter över havet och antalet invånare är 1 009.
Terrängen runt Tiabdou är mycket platt. Runt Tiabdou är det ganska tätbefolkat, med 60 invånare per kvadratkilometer.. Närmaste större samhälle är Kangaye, 1,8 km väster om Tiabdou.
Trakten runt Tiabdou består i huvudsak av gräsmarker.